# 施韋爾岑巴赫河

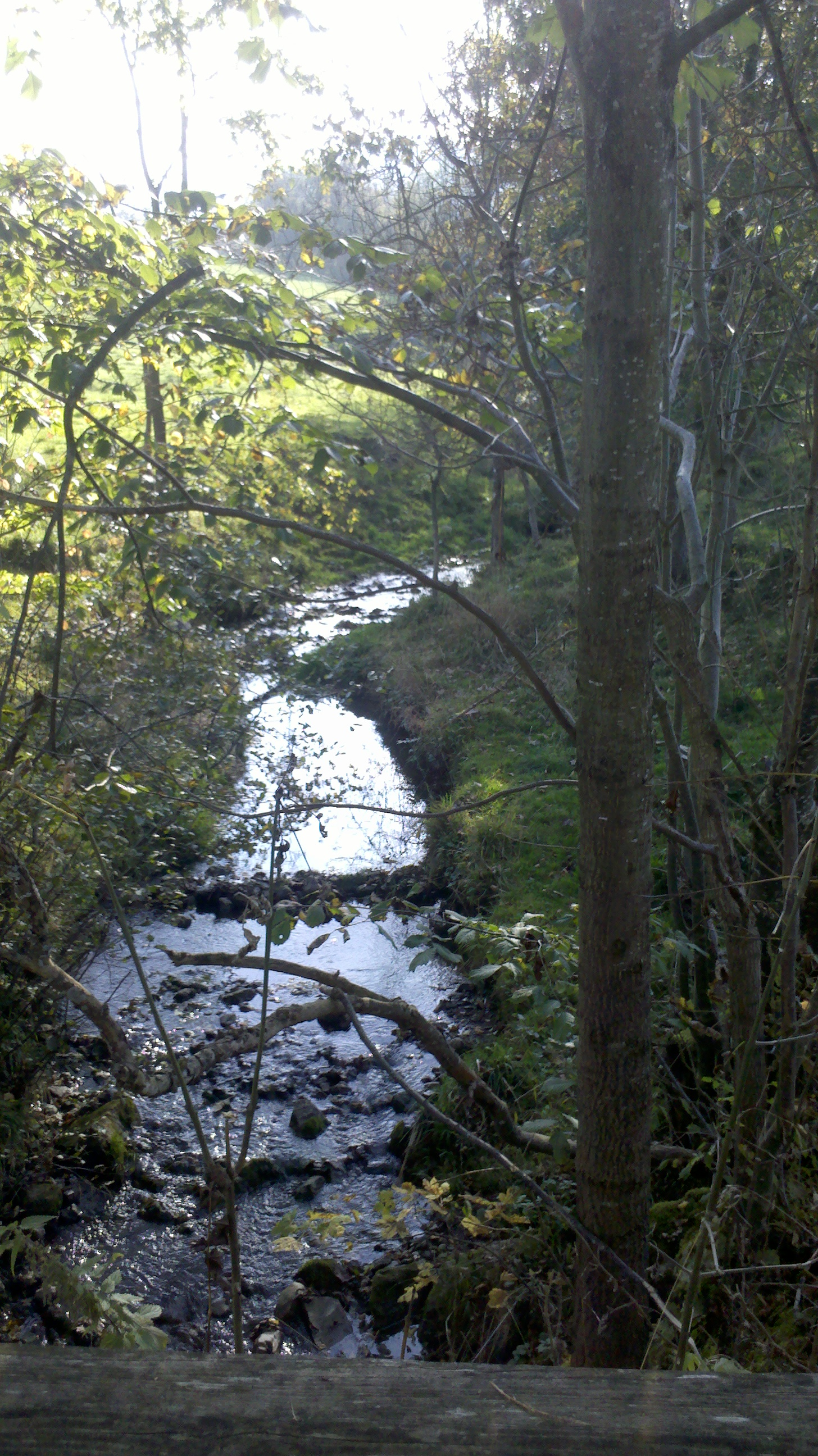
施韋爾岑巴赫河

47°45′30″N 11°44′53″E / 47.758314°N 11.748044°E
施韋爾岑巴赫河（德語：Schwärzenbach），是德國的河流，位於該國東南部，由巴伐利亞負責管轄，屬於芒法爾河的右支流，河道全長2.4公里，河口處在泰根湖畔格蒙德。